# Joseph Johnson

Joseph Johnson (15. november 1738 – 20. december 1809) var i 1800-tallets London en indflydelsesrig boghandler. Hans publikation dækkede en bred vifte af genrer og forskellige holdninger til vigtige emner. Johnson er bedst kendt for at have udgivet tekster af radikale tænkere som Mary Wollstonecraft, William Godwin, og Joel Barlow samt tekster fra personer der stod udenfor den Anglikanske kirke som for eksempel Joseph Priestley, Anna Laetitia Barbauld og Gilbert Wakefield.
Johnson etablerede sin trykkeriforretning i 1760'erne. Forretningen fokuserede primært på religiøse tekster. Han opbyggede desuden et venskab med Priestley og kunstneren Henry Fuseli—to forhold der holdt resten af livet og samtidigt gav en del trykkeriarbejde. I 1770'erne 1780'erne udvidede Johnson forretningen og udgav vigtige tekster indenfor medicin og børnelitteratur samt populært poesi af William Cowper og Erasmus Darwin. Gennem hele hans karriere var han med til at skabe æraens tankesæt, ikke kun gennem hans udgivelser, men også gennem hans støtte af innovative forfattere og tænkere. Han lagde op til åben diskussion af nye ideer, specielt under hans berømte ugentlige middagsselskaber, hvis normale deltagere blev kendt som "The Johnson Circle".
I 1790'erne stillede han sig på samme som dem der støttede den Franske Revolution, og han trykte en stigende mængde politiske tekster udover det prominente magasin, Analytical Review, som gav britiske reformiser en stemme i den offentlige sfære. I 1799, blev sigtet for injurier for at have udgivet en pamflet af den unitariske præst Gilbert Wakefield. Efter at have tilbragt seks måneder i fængsel, dog under forholdsvist milde forhold, udgav han færre politiske tekster. I det sidste årti af hans karriere søgte han ikke nye forfattere, han vedblev dog med at være succesfuld ved blandt andet at trykke William Shakespeares samlede værker.
Johnsons ven John Aikin kaldte ham efter hans død for "boghandlens fadere" og han er blevet kaldet "den vigtigste udgiver i England i perioden 1770-1810" på grund af hans påskønnelse og promovering af unge forfattere, hans fokus på at trykke billige tekster der sigtede mod den voksende middelklasse og hans udvikling af kvindelige forfattere på et tidspunkt hvor der blev set med skeptiske øjne på disse.